# Heliconius melior
Heliconius melior är en fjärilsart som beskrevs av Otto Staudinger 1896. Heliconius melior ingår i släktet Heliconius och familjen praktfjärilar. Inga underarter finns listade i Catalogue of Life.